# Hermann Tölle
Hermann August Tölle (* 4. Juli 1896 in Paderborn; † 23. August 1967 ebenda) war ein deutscher Journalist und Schriftsteller.

## Leben und Wirken
Nach dem Schulbesuch schlug er eine journalistische Ausbildung ein und wurde in den 1920er Jahren in Gelsenkirchen Schriftleiter einer Zeitung. Danach war er Leiter der Abteilung „Zeitgeschehen“ des Fernsehsenders Paul Nipkow und verfasste einige Hör- und Fernsehspiele. Von 1928 bis 1933 leitete er die Pressestelle der Westdeutschen Rundfunk AG (WERAG) in Köln, die 1934 in Reichssender Köln umbenannt wurde. 1936 wechselte er nach Berlin zur Reichs-Rundfunk-Gesellschaft, wo er 1939 Abteilungsleiter wurde. Er war Mitglied der NSDAP.
Von 1942 bis 1944 war Tölle Leiter des zur Sendergruppe Ostland gehörenden Hauptsenders Minsk und unterstand Hans Kriegler. Nach Ende des Zweiten Weltkrieges wurde er Leiter der Abteilung Zeitgeschehen beim Fernsehen in Berlin und inszenierte gemeinsam mit seiner Ehefrau mehrere Fernsehsendungen über Westfalen.
1953 gründete Tölle die in Paderborn monatlich erscheinende Zeitschrift „Kump“.

## Familie
1923 heiratete er die Volksschullehrerin Anne Honekamp, die danach aus dem Schuldienst ausschied, um sich der Erziehung der drei gemeinsamen Kinder zu widmen und freischaffend als Schriftstellerin zu wirken. Das Paar zog 1936 nach Berlin.

## Schriften (Auswahl)
- Der deutschen Jugend Frühlingsbuch. Leipzig 1921.
- Seelensonntag. In: Hausbücher für Sachsen. 2. Jg., Heft 7 (Juli 1921), S. 1 f.
- (mit Anne Tölle-Honekampp): Schuster Sonntag erhält einen Einschreibebrief. Deutsche Landbuchhandlung, Berlin 1934.
- (mit Hubert Schilling): Die Stadt. Paderborn 1961.
- (mit Hubert Schilling): Patharbrunnon. 2000jährige Stadt an 200 Quellen. Paderborn 1963.

## Hörspiele (Auswahl)
- 1929: C.H.4. Zwei Männer sprechen über das Leben – Regie: N. N. (Original-Hörspiel – Schlesische Funkstunde)
- 1929: Enten und Seeschlangen. Eine phantastische funkjournalistische Angelegenheit – Regie: Nicht angegeben (Originalhörspiel – Westdeutsche Rundfunk AG (WERAG))

Quelle: ARD-Hörspieldatenbank